# 転調
転調（てんちょう、英語: Modulation）とは曲中で調を全く違う調に移しかえることである。
古典派音楽の時代には、近親調（属調、下属調、平行調、属調平行調、下属調平行調、同主調）への転調が主であったが、ロマン派音楽の時代には、複雑で大胆かつ頻繁な転調が多くなり、それぞれの調を認識することが次第に困難になっていったことが、現代音楽に至って調性が崩壊する一因ともなった。

## 転調の方法
転調のためには、新しい調への移行と、新しい調の確立が必要である。
新しい調への移行には、古くは前後の調に共通の和音を用い、新しい調でその和音を読み替える、ということが行われた。例えば、ハ長調からト長調への移調では、ハ長調のVの和音はト長調のIの和音であるから、ハ長調のVを鳴らして、それをト長調のIと読み替える。次に、第1の調の和音の構成音のひとつと、第2の和音の構成音のひとつが、増1度関係にあるような和音を続けて鳴らす、ということが行われた。たとえば、ハ長調のIV度（ヘ=Fを持つ）の次にト長調のVII（嬰へ=F♯を持つ）を並べる。しかし、時代をくだるに従って、これらを省略して、新しい調のV7の和音に直接はいるという方法もとられるようになっていった。
新しい調の確立には、最低限、前の調で使われない音が必要である（この音を特徴音という）。たとえばハ長調からト長調への移調では、ハ長調では用いられないがト長調で用いられる嬰へ（Fシャープ）の音である。前述の新しい調のV7の和音に直接はいる方法を用いれば、同主調からの転調でなければ、必ず前の調に含まれない音がひとつは含まれるので（同主調は、V7が同じである）、それだけで十分である。同主調からの転調では、Iの和音に前の調にない音が含まれる。このように、V7ないしIを鳴らすことで、転調は成立するのである。しかし、より丁寧には、新しい調でT-S-D-T（I-IV-V-Iなど）のカデンツを行うことが求められる。これは、第2の調の和音とされる和音が、第1の調に第2の調の和音のひとつを一時的に借用しただけのもの、または第1の調の和音に一時的に♯や♭を付けたらたまたま第2の調の和音のひとつと一致したというだけのもの（いずれも借用和音と呼ばれる）、という印象を与えないためには重要である。

### 邦楽の転調
近世以降の邦楽では、転調が頻繁に行なわれる。地歌などの三味線音楽では、属調、下属調への転調が非常に多いが、まれに特殊な転調も使われている。また、長唄や義太夫節では、同主調への転調も見られる。箏曲にも幕末以降それらに加え、平行調、同主調への転調も見られる。また曲中における大規模な転調の場合には、楽器の調弦を変えて対応することが多く、大曲では二回以上調弦変えをすることが普通である。

### 転調の傾向
日本のポピュラー音楽で見られる転調は、以下の方法を採る傾向が多い。
- キーを1個（=半音分）上げるもの（例：イ長調→変ロ長調）
- キーを2個（=半音2個分）上げるもの（例：ハ短調→ニ短調）
- 同主調同士で移るもの（例：嬰ヘ短調→嬰ヘ長調）
- 短3度（半音3個分）ずらして移るもの（例：ハ長調⇔変ホ長調）
- 平行調同士と同主調同士の移動を併用するもの（例：ト長調→ホ短調→ホ長調。ホ短調→嬰ハ短調→ホ長調）